# سارة ماكليود
سارة ماكليود (بالإنجليزية: Sarah McLeod)‏ هي ممثلة نيوزيلندية، ولدت في 18 يوليو 1971 في Putāruru ‏ في نيوزيلندا.

## أعمال

### أفلام
- سيد الخواتم: رفقة الخاتم[5]
- سيد الخواتم: عودة الملك[6]

## وصلات خارجية
- سارة ماكليود على موقع IMDb (الإنجليزية)
- سارة ماكليود على موقع ألو سيني (الفرنسية)
- سارة ماكليود على موقع قاعدة بيانات الفيلم (الإنجليزية)
- سارة ماكليود على موقع كينوبويسك (الروسية)